# Iciligorgia boninensis
Iciligorgia boninensis is een zachte koraalsoort uit de familie Anthothelidae. De koraalsoort komt uit het geslacht Iciligorgia. Iciligorgia boninensis werd in 1931 voor het eerst wetenschappelijk beschreven door Aurivillius. 